# LX글라스
LX글라스(영어: LX Glas)는 건축용 및 자동차용 유리를 생산하는 회사이다.

## 역사
- 1957년 - 한국유리공업주식회사를 설립하고,
- 1969년 - 기업을 공개하였다,
- 1971년 - 자동차유리를 생산한 뒤,
- 1976년 - 동성판유리주식회사를 합병했다.
- 1980년 - 자회사인 한국복층유리(주)를 세웠고,
- 1981년 - 신진그룹으로부터 대원안전유리공업(주)를 인수했다.
- 1985년 - 프랑스 생고뱅사와 유리섬유 기술도입을 계약하고,
- 1990년 - 한국유리공업이 BI를 변경
- 1993년 - 중국에 첫 현지법인을 세웠다.
- 2005년 - 프랑스 생고뱅사의 주식을 보유한 후,
- 2018년 - 한국거래소가 상장폐지됐다.
- 2022년 - LX인터내셔널이 지분 인수.
- 2023년 - LX글라스로 사명변경되었다.

## 같이 보기
- LX그룹
- 생고뱅
- 유리